# Ommatokoita elongata

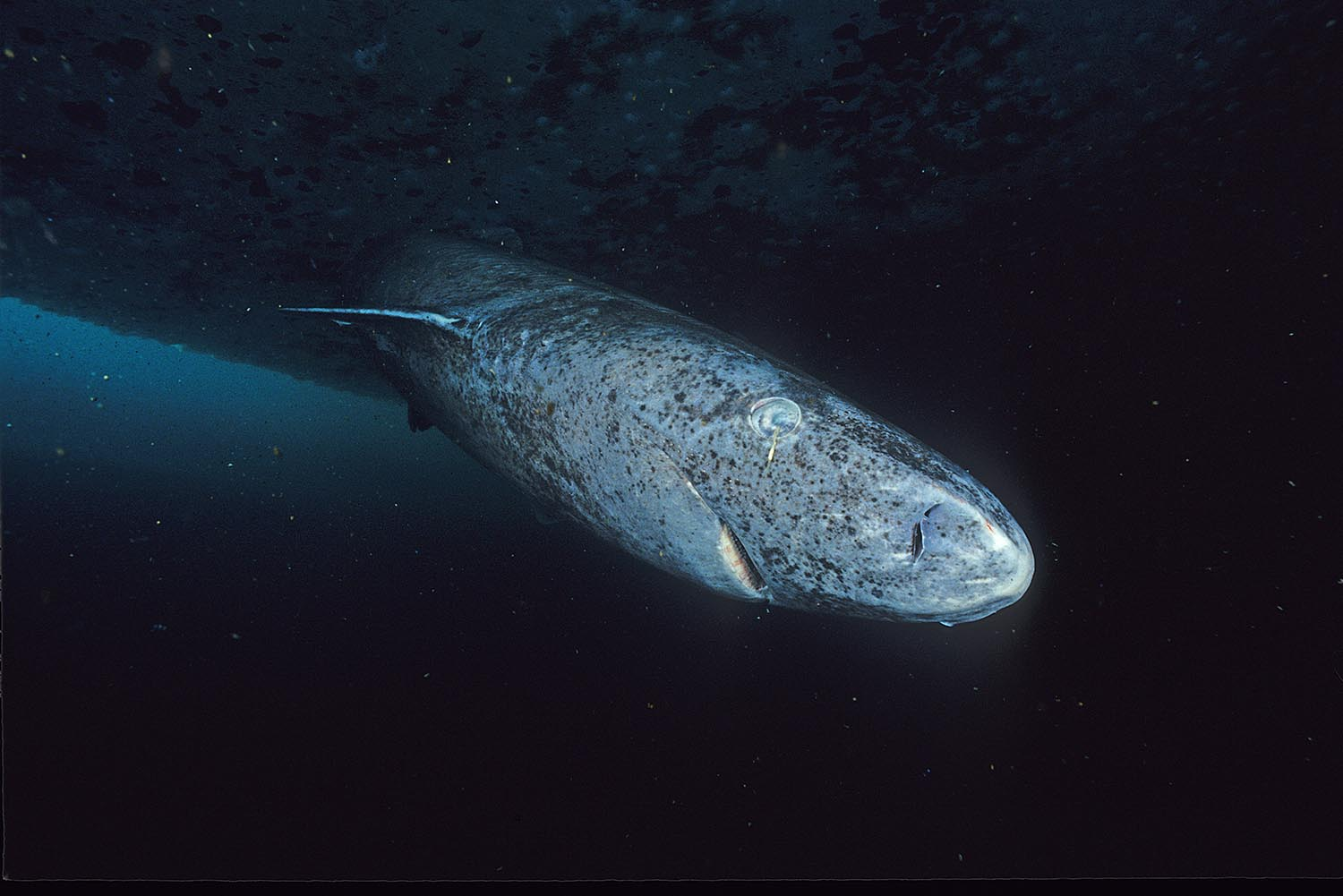
Profil eines Grönlandhais mit Ommatokoita elongata auf den Augen

Ommatokoita elongata ist eine Art aus der Unterklasse der Ruderfußkrebse, die sich bevorzugt an der Hornhaut von Grönlandhaien (Somniosus microcephalus) und Pazifischen Schlafhaien (Somniosus pacificus) festsetzen. Ommatokoita elongata ist die einzige bekannte Art der monotypischen Gattung Ommatokoita (Leigh-Sharpe, 1926). Sie wurde durch den schottischen Arzt und Zoologen Robert Edmond Grant 1827 unter dem Namen Lernaea elongata erstmals wissenschaftlich beschrieben.

## Merkmale
Ommatokoita elongata zeigt wie viele Vertreter der Lernaeopodidae einen ausgeprägten Sexualdimorphismus. Die folgenden Beschreibungen lehnen sich, sofern nicht anders angegeben, im Wesentlichen an die Beschreibungen durch Kabata, 1988 an.
Adulte Weibchen von Ommatokoita elongata erreichen, inklusive der anhängenden Eiersäcke, eine Länge von 4–6 cm und sind damit ungewöhnlich groß für Vertreter der Ruderfußkrebse. Der Cephalothorax ist kurz und flach mit nur schwach ausgeprägtem Rückenschild. Der Hinterleib ist sehr viel länger als breit und mit annähernd paralleler seitlicher Begrenzung. Eine Panzerung am Ende des Hinterleibs fehlt. Der Perianalbereich ist deutlich abgesetzt. Die zweiten Antennen dienen als Greifwerkzeuge. Die Mandibeln weisen 3 sekundäre Zähne auf. Die ersten Maxillen weisen einen lateralen Schwimmast und drei endständige Papillae am Schreitast auf. Die zweiten Maxillen sind tentakelartig verlängert mit zwei fingerförmigen Fortsätzen im Bereich der Spitzen. Die Spitzen selbst sind miteinander verschmolzen und über das eigentliche Haftorgan, die Bulla, in der Cornea des Hais verankert. Die Bulla ist plankonvex und ungestielt. Der Innenrand des Corpus maxillipedis ist mit zahlreichen Dornen besetzt. Die Körperlänge (ohne zweite Maxillen und Eiersäcke) beträgt 2–2,5 cm.
Adulte Männchen sind sehr viel kleiner als die weiblichen Tiere und erreichen lediglich eine Gesamtlänge von 2,5 mm. Der Cephalothorax ist länger als der Hinterleib und schließt mit einem stumpfen Winkel an dessen Längsachse an. Bauchseitig befinden sich große zweite Maxillen und Maxillipeden. Am Ende des Hinterleibes liegen die externen Genitalien und Uropoden. Zwei rudimentäre Beinpaare befinden sich im vorderen Bereich des Hinterleibes.

## Lebensweise
Geschlechtsreife Weibchen und Larven im Copepodit-Stadium parasitieren am Augapfel von Grönlandhaien (Somniosus microcephalus) und Pazifischen Schlafhaien (Somniosus pacificus), wo sie schwere Gewebeschäden verursachen, die unter Umständen bis zur Erblindung des befallenen Tieres führen können. Die Befallsrate ist mit 98,9 % beim Grönlandhai und 97 % beim Pazifischen Schlafhai ungewöhnlich hoch.
Das bislang bekannte Verbreitungsgebiet von Ommatokoita elongata deckt sich dementsprechend im Wesentlichen mit den Verbreitungsgebieten der beiden Wirtsarten. Eine Ausnahme davon scheint lediglich eine Population von Grönlandhaien im Mündungsgebiet des Sankt-Lorenz-Stroms zu betreffen, bei denen kein Befall durch Ommatokoita elongata festgestellt werden konnte.
Aufgrund der hohen Befallsrate wurde die Hypothese aufgestellt, das Verhältnis zwischen Ommatokoita elongata und den befallenen Wirtstieren sei eher mutualistisch statt rein parasitisch. Insbesondere wurde spekuliert, der biolumineszente, frei am Auge baumelnde Krebs würde dem Hai dabei helfen, potentielle Beutetiere anzulocken. Biolumineszenz konnte bei Ommatokoita elongata jedoch nicht festgestellt werden.

## Synonyme
„Lernaea elongata“ (Grant, 1827): (ungültig)
Erstbeschreibung durch Grant 1827
„Lernaeopoda elongata“: (ungültig)
„Ommatokoita superba n.g. et sp.“ (Leigh-Sharpe, 1926): (ungültig)
Die von Leigh-Sharpe, 1926 neu aufgestellte Gattung wurde aufgrund signifikanter Unterschiede zu anderen Vertretern der Familie Lernaeopodidae für gültig befunden, die von ihm aufgestellte Spezies „Ommatokoita superba“ jedoch als ident mit „Lernaea elongata“ gewertet. Gemäß den Prioritätsregeln der biologischen Nomenklatur ist damit Ommatokoita elongata der gültige Artname.
„Ommatokoita elongata“ (Grant, 1827): (gültig)

## Mögliche weitere Vertreter der GattungOmmatokoita
1986 wurde an einem Exemplar des Großen Schwarzen Dornhais (Etmopterus princeps) ein parasitierender Ruderfußkrebs beschrieben, der große Ähnlichkeit mit Ommatokoita elongata aufwies. Das Tier war allerdings nicht am Augapfel des Hais festgesetzt, sondern am Körper hinter der zweiten Rückenflosse. Des Weiteren wurden Unterschiede in Bezug auf Körperform und -größe sowie in der Struktur der ersten Maxillen festgestellt. Das vorhandene Belegmaterial war aber nicht ausreichend, um eine neue, eigene Spezies zu definieren und die Gattung Ommatokoita gilt damit vorerst weiterhin als monotypisch.